# Betfor
Betfor är en typ av foder som ges till hästar och även till kor. Det är gjort av rester från sockerbetor från sockertillverkning och främjar hästens matsmältning. Betfor finns både i pelleterad form och i strimlad form (av vissa kallad "maskbetfor"). Till hästar måste fodret blötläggas innan fodring, annars sväller det i foderstrupen/magsäcken/tarmsystemet. Detta kan orsaka svår foderstrupsförstoppning, kolik eller tarmvred, vilket i sin tur i värsta fall kan leda till döden. I varmvatten sväller det färdigt på en timme eller två, använder man kallvatten är det bäst att låta det stå över natten för att vara på den säkra sidan.
Man kan med fördel använda betforn för att få i hästen exempelvis vitaminer eller mineraler, om den inte gillar dessa. Om man ger sin häst hela linfrön kan man även med fördel blanda dessa i betforn, men man måste då använda varmvatten. Se vidare linfrö.